# 碲化鉀
碲化鉀是一種無機化合物，由碲和鉀組成，屬於碲化物，其化學式為K2Te。外觀為白色粉末，碲化鉀可由鉀和碲發生反應制得，通常進行反應是利用液氨作為溶劑。碲化鉀和碲化銣、碲化銫一樣可用作太空中紫外線探測器，至於它的晶體結構，則類似於同族的碲化物，為反螢石結構。

## 制備
碲和熔融的氰化鉀（KCN）反應會生成碲化鉀。亦可以透過隔絕空氣的氨環境下使鉀和碲發生反應製備：
{\displaystyle \mathrm {2\ K+Te\longrightarrow K_{2}Te} }

## 性質
碲化钾极易被氧化：
{\displaystyle \mathrm {2\ K_{2}Te+2\ H_{2}O+O_{2}\longrightarrow 4\ KOH+2\ Te} }
它和碲化锂或碲化钠在氩气中加热，可以得到KLiTe或KNaTe。